# Fußball-Club Bayern München Basketball 2014-2015
Questa voce raccoglie le informazioni riguardanti il Fußball-Club Bayern München Basketball nelle competizioni ufficiali della stagione 2014-2015.

## Stagione
La stagione 2014-2015 del Fußball-Club Bayern München Basketball è la 14ª nel massimo campionato tedesco di pallacanestro, la Basketball-Bundesliga.
Ad aprile Nihad Đedović ottiene la cittadinanza tedesca.

## Roster
Aggiornato al 31 ottobre 2022.
| Bayern München 2014-15 | Bayern München 2014-15 |
| Giocatori              | Staff tecnico          |
| ---------------------- | ---------------------- |

| N. | Naz.                                                   | Ruolo | Nome               | Anno | Alt.   | Peso   |  |
| -- | ------------------------------------------------------ | ----- | ------------------ | ---- | ------ | ------ |  |
| 4  | Stati Uniti (bandiera) · Macedonia del Nord (bandiera) | P     | Bo McCalebb        | 1985 | 183 cm | 83 kg  |  |
| 8  | Germania (bandiera)                                    | P     | Heiko Schaffartzik | 1984 | 183 cm | 83 kg  |  |
| 9  | Serbia (bandiera)                                      | PG    | Vasilije Micić     | 1994 | 194 cm | 85 kg  |  |
| 10 | Germania (bandiera)                                    | G     | Lucca Staiger      | 1988 | 196 cm | 93 kg  |  |
| 12 | Germania (bandiera)                                    | A     | Robin Benzing      | 1989 | 210 cm | 106 kg |  |
| 14 | Bosnia ed Erzegovina (bandiera) · Germania (bandiera)  | GA    | Nihad Đedović      | 1990 | 196 cm | 86 kg  |  |
| 15 | Serbia (bandiera)                                      | C     | Vladimir Štimac    | 1987 | 211 cm | 116 kg |  |
| 16 | Germania (bandiera)                                    | A     | Paul Zipser        | 1994 | 203 cm | 100 kg |  |
| 17 | Germania (bandiera)                                    | G     | Mauricio Marin     | 1994 | 192 cm | 80 kg  |  |
| 20 | Serbia (bandiera)                                      | AG    | Duško Savanović    | 1983 | 204 cm | 102 kg |  |
| 25 | Slovacchia (bandiera) · Germania (bandiera)            | G     | Anton Gavel        | 1984 | 189 cm | 87 kg  |  |
| 32 | Germania (bandiera)                                    | C     | Yassin Idbihi      | 1983 | 208 cm | 107 kg |  |
| 41 | Germania (bandiera)                                    | C     | Daniel Mayr        | 1996 | 216 cm |        |  |
| 44 | Stati Uniti (bandiera)                                 | G     | Bryce Taylor (C)   | 1986 | 195 cm | 92 kg  |  |
| 45 | Germania (bandiera)                                    | C     | Jan Jagla          | 1981 | 213 cm | 106 kg |  |
| 52 | Germania (bandiera)                                    | AP    | Karim Jallow       | 1997 | 198 cm | 85 kg  |  |
| 54 | Stati Uniti (bandiera)                                 | C     | John Bryant        | 1987 | 211 cm | 120 kg |  |

| Allenatore                                                                                     |
| - Svetislav Pešić                                                                              |
| Assistente/i                                                                                   |
| - Philipp Köchling - Emir Mutapčić Legenda - (C) Capitano - (IN) Inattivo - Infortunato Roster |

## Mercato

### Sessione estiva
| Acquisti | Acquisti        | Acquisti          | Acquisti   | Acquisti |
| R.       | Nome            | da                | Modalità   |          |
| -------- | --------------- | ----------------- | ---------- | -------- |
| PG       | Vasilije Micić  | Mega Belgrado     | definitivo |          |
| G        | Anton Gavel     | Bamberger         | definitivo |          |
| C        | Vladimir Štimac | Málaga            | definitivo |          |
| AG       | Duško Savanović | Anadolu Efes      | definitivo |          |
| C        | Jan Jagla       | Alba Berlino      | definitivo |          |
| C        | Daniel Mayr     | Science City Jena | definitivo |          |

| Cessioni | Cessioni        | Cessioni             | Cessioni       | Cessioni |
| R.       | Nome            | a                    | Modalità       |          |
| -------- | --------------- | -------------------- | -------------- | -------- |
| P        | Malcolm Delaney | Lokomotiv Kuban'     | fine contratto |          |
| AC       | Chevon Troutman | Zielona Góra         | fine contratto |          |
| P        | Steffen Hamann  | Baunach              | fine contratto |          |
| AG       | Deon Thompson   | Liaoning F. Leopards | fine contratto |          |
| G        | Demond Greene   |                      | ritirato       |          |
| C        | Boris Savović   | Ulma                 | fine contratto |          |

### Dopo l'inizio della stagione
| Acquisti | Acquisti    | Acquisti   | Acquisti         | Acquisti   |
| R.       | Nome        | da         | Data             | Modalità   |
| -------- | ----------- | ---------- | ---------------- | ---------- |
| P        | Bo McCalebb | Free agent | 19 novembre 2014 | definitivo |

| Cessioni | Cessioni    | Cessioni   | Cessioni        | Cessioni       |
| R.       | Nome        | a          | Data            | Modalità       |
| -------- | ----------- | ---------- | --------------- | -------------- |
| P        | Bo McCalebb | Free agent | 30 gennaio 2015 | fine contratto |